# Гальперин, Владимир Григорьевич
Владимир Григорьевич Гальпе́рин  (30 декабря 1912 [12 января 1913], Тверь, Российская империя — 13 декабря 1993, Москва, Россия) — советский учёный в области аэрогазодинамики. Разработчик аэродинамических установок ЦАГИ. Участник создания средств спасения и жизнеобеспечения экипажей космических кораблей на НПП «Звезда».

## Биография
Родился 30 декабря 1912 (12 января 1913) в Твери.
После окончания школы в 1930 году поступает на работу техником в ЦАГИ, который в то время располагался в Москве. В 1933 году В. Г. Гальперин назначается секретарем конференции по аэродинамике посвященной 15-летию ЦАГИ. В 1937 году В. Г. Гальперин с отличием окончил мехмат МГУ. В 1938 переезжает в поселок Стаханово (с 1947 года — город Жуковский), куда переместились основные лаборатории ЦАГИ. Первые работы по аэродинамике опубликовал в середине 1930-х годов.
С приходом в ЦАГИ в 1940 году С. А. Христиановича продолжил под его руководством проектирование и ввод в эксплуатацию (1942) аэродинамической трубы больших скоростей Т-106. Большую роль в обеспечении первого пуска трубы также имели С.А. Довжик, К.А Ушаков, С.А. Аристархов, М.В. Глазер. Материалы этих работ послужили основой диссертации кандидата технических наук (защищена в 1944 году).
В 1941 вместе с оборудованием ЦАГИ был эвакуирован в Новосибирск, откуда вернулся в Стаханово в 1942 году.
В 1943—1945 годах совместно с академиком С. А. Христиановичем, И. П. Горским и А. П. Ковалёвым проводил исследования аэродинамики крыльев при больших скоростях полёта. В этих работах были установлены основные закономерности, определяющие характеристики крыльев при сверхкритических скоростях.. Одной из важнейших задач стало достижение в аэродинамической трубе скорости звука и преодоление её. Исследования в этом направлении начались под руководством С. А. Христиановича в 1944 году. В. Г. Гальперин разработал методику использования перфорированых насадок на сверхзвуковых трубах, что сняло проблему запирания сверхзвуковой трубы. Эти работы привели к созданию аэродинамической трубы, позволившей впервые превысить скорость звука и определить характеристики крыльев при трансзвуковых скоростях.
С. А. Христианович писал

Я думаю, что самое важное дело, которое было сделано, — это изобретение трансзвуковой трубы. Изобретение, которые мы в Советском Союзе. в ЦАГИ, у себя в лаборатории сделали задолго до американцев… Кто этим непосредственно занимался и кому мы обязаны этим делом, прежде всего, это — Гальперин Владимир Григорьевич, очень точный и аккуратный экспериментатор. В сущности это небольшая группа людей из трех человек: Владимир Григорьевич, Борис Владимирович и я."

В 1945 году в составе группы специалистов МАП, вылетел в Германию в последние дни второй мировой войны для изучения трофейной техники в Немецком Авиационном Исследовательском институте (DVL) под Берлином. Немецкая аэродинамическа труба, оборудование которой было перевезено в ЦАГИ как труба Т-107, уступала по своим характеристикам трубе Т-106.
В 1944—1947 годах были выполнены исследования обтекания профилей трансзвуковым потоком и, в том числе, открыт экспериментальным путем закон стабилизации (распределения чисел М по поверхности профиля при увеличении чисел М потока) или, в зарубежной терминологии, принцип замораживания. В марте 1945 года В. Г. Гальпериным и З. Г. Пасовой проведены первые испытания в экспериментальной сверхзвуковой трубе. Впервые переход через скорость звука был получен в трубе Т=110 в 1946 году.
В 1947 году С. А. Христиановичем, В. Г. Гальпериным, М. Д. Миллионщиковым и Л. А. Симоновым была выпущена монография «Прикладная газовая динамика» в двух частях
 . В ней подведены итоги работы научной школы ЦАГИ в этой области.
В 1948—1950 годах под руководством В. Г. Гальперина были выполнены аэродинамические проекты трех новых трансзвуковых аэродинамических труб ЦАГИ, построенных в последующие годы.
В 1948 году за создание трубы Т-112 с перфорированными стенками С.А. Аристархов, Б. В. Белянин и В. Г. Гальперин были удостоены Сталинской премии.
В 1951 году в ЦАГИ, как и в других научных учреждениях началась новая волна репрессий. Это была вторая волна гонений в ЦАГИ: в 1930-е годы из ЦАГИ были уволены такие выдающиеся личности, как математик Н. Н. Лузин, арестованы многие ведущие сотрудники ЦАГИ, в частности А. Н. Туполев, В. М. Петляков. В начале 50-х из ЦАГИ уволили многих талантливых ученых евреев. В. Г. Гальперин был уволен из ЦАГИ. Также были уволены такие талантливые сотрудники С. А. Христиановича, как Исай Исаакович Слезингер. Вскоре в 1953 году и сам Христианович был вынужден покинуть ЦАГИ.
Через некоторое время В. Г. Гальперин поступил на работу в ОКБ-670, но и оттуда был уволен из-за борьбы с космополитизмом.
В 1953 году В. Г. Гальперин поступил, в должности ведущего конструктора, на завод «Звезда» и специализировался в области создания средств аварийного спасения лётчиков и космонавтов и обеспечения работы космонавтов в космическом пространстве. Являясь с 1955 года руководителем научно-исследовательского отдела, осуществлял техническое руководство и непосредственно выполнил теоретические и экспериментальные исследования и разработки средств спасения и жизнеобеспечения космонавтов для космических кораблей Восток, Восход, Союз, Буран, орбитальной станции Салют, лунной программы Л3 и катапультных установок, разработанных заводом Звезда и применяемых с 1969 года на всех новых отечественных самолётах.

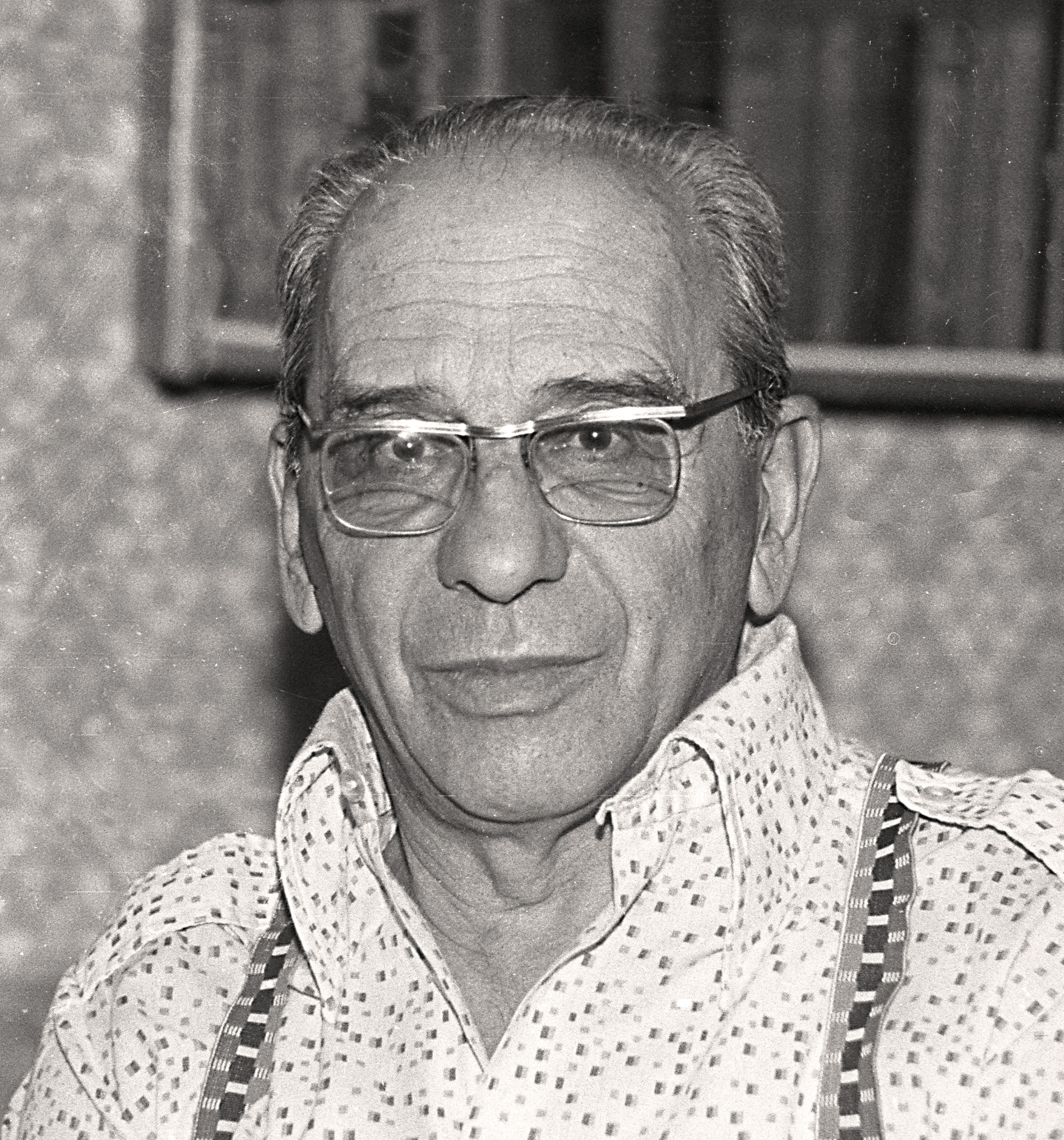
Владимир Григорьевич Гальперин 1981 год

В 1959—1961 годах осуществлял техническое руководство расчетами и наземными испытаниями катапультной установки космического корабля «Восток» и участвовал в подготовке полёта Ю. А. Гагарина. Руководил наземной отработкой систем, имитирующих космический полёт для первого выхода в космос космонавта Леонова. Участвовал в проектировании и испытаниях систем, обеспечивающих безопасность приземления космонавтов кораблей «Союз». Выполнял работы по созданию научно-экспериментальной базы завода, в том числе, разработал принципиальную схему аэродинамического комплексного стенда для натурных испытаний средств спасения на околозвуковых и сверхзвуковых скоростях, определил основные параметры термобарокамер и глубоко-вакуумных камер для технических и физиологических испытаний космических скафандров и их систем. В 1970, 1973, 1974—1975 годах, одновременно с работой начальника КБ (1961—1986), исполнял обязанности заместителя Главного конструктора завода по научно-исследовательской работе.
На пенсии с 1989 года. Похоронен на Быковском кладбище (Жуковский)

## Семья
- Отец Григорий Павлович (Гершен Файвелевич) Гальперин (1874—1942) — уроженец Шклова, врач.
- Мать Роза Исидоровна Фундаминская (1874—1954) — из семьи купца 1 гильдии, ювелира Израиля-Элии Ицковича Фундаминского и Ханы Берковой, уроженка Шклова, окончила 3-ю женскую гимназию в Москве (1890), была членом партии социалистов-революционеров.
- Жена (1931) Зоя Васильевна Бокарева.
  - Дочери Вера Давыдова (1940—2013) и Елена Шитова (1944—2024).
- Дядя И. И. Фондаминский революционер и издатель.
- Дядя М. И. Фундаминский народоволец.

## Награды и премии
- Сталинская премия второй степени (1946) — за экспериментальные исследования по аэродинамике больших скоростей (1945)
- Сталинская премия второй степени (1948) — за создание новой аппаратуры для производства аэродинамических испытаний
- орден Трудового Красного Знамени (1971)
- орден Красной Звезды (16.09.1945)
- медаль «За трудовую доблесть» (1943)
- медали
- две Золотые медали ВДНХ
- две Серебряные медали ВДНХ
- медаль Академии Наук СССР в ознаменование первого выхода человека в космическое пространство
- две медали имени Ю. Гагарина Федерации Космонавтики СССР